# Metabolos
Allaeophania es un género con cuatro especies de plantas con flores perteneciente a la familia Rubiaceae. Es originario de Sri Lanka y Malasia.

## Especies
- Metabolos angustifolius DC., Prodr. 4: 436 (1830).
- Metabolos decipiens (Thwaites) Ridsdale, Blumea 41: 460 (1996).
- Metabolos macrophyllus Zoll. & Moritzi in A.Moritzi, Syst. Verz.: 63 (1846).
- Metabolos rugosus Blume, Bijdr.: 991 (1826).